# Batha Est
Batha Est (lub Batha East, arab.البطحة الشرقية) – jeden z trzech departamentów w regionie Batha ze stolicą w  Oum Hadjer.
Batha Est jest podzielona na cztery podprefektury:
- Oum Hadjer
- Assinet
- Haraze Djombo Kibet (lub Haraze Djombo Kibit)
- Am Sack

## Zobacz
- Podział administracyjny Czadu
- Region Batha